# Sarceaux
Sarceaux – miejscowość i gmina we Francji, w regionie Normandia, w departamencie Orne.
Według danych na rok 1990 gminę zamieszkiwało 820 osób, a gęstość zaludnienia wynosiła 76 osób/km² (wśród 1815 gmin Dolnej Normandii Sarceaux plasuje się na 279. miejscu pod względem liczby ludności, natomiast pod względem powierzchni na miejscu 454.).